# Friedrich Wilhelm Schütz von Holzhausen
Friedrich Wilhelm Freiherr Schütz von Holzhausen (* 29. März 1805 in Camberg; † 12. Januar 1866 ebenda) war ein nassauischer Hofbeamter und Parlamentarier.

## Leben
Geboren als Sohn des nassauischen Rechnungskammer-Präsidenten Friedrich August Schütz von Holzhausen, besuchte Friedrich Wilhelm Schütz von Holzhausen das Gymnasium in Wiesbaden. Anschließend studierte er an der Albert-Ludwigs-Universität Freiburg und der Rheinischen Friedrich-Wilhelms-Universität Bonn Rechtswissenschaften. 1821 wurde er Mitglied des Corps Rhenania Bonn. 1831 wurde er zum Nassauischen Kammerherrn ernannt. Von 1831 bis 1832 gehörte er als Vertreter des Prinzen Friedrich von Nassau und von 1832 bis 1847 als gewähltes Mitglied der Nassauer Herrenbank, der Ersten Kammer der Landstände des Herzogtums Nassau, an. Von 1855 bis zu seinem Tod war er erbliches Mitglied der Ersten Kammer der restaurierten Landstände des Herzogtums Nassau. 1864 und 1865 ließ er sich in der Kammer durch Carl Großmann vertreten.
Seine Vettern Kuno Damian von Schütz-Holzhausen und Friedrich Damian Schütz von Holzhausen waren ebenfalls Abgeordnete der Nassauischen Landstände.